# Regina Maria Anzenberger
Regina Maria Anzenberger (* 1962 oder 1964 in Wien) ist eine österreichische Künstlerin, Kuratorin, Galeristin sowie Leiterin einer Agentur für Fotografen.

## Leben
Regina Maria Anzenberger wurde in Wien geboren und begann bereits mit 13 Jahren sich mit Fotografie und Kunst zu beschäftigen. 1983 arbeitete sie als Bildredakteurin bei verschiedenen österreichischen Magazinen. 1989 gründete sie die AnzenbergerAgency, eine Agentur, die internationale Fotografen für den Magazin- und Zeitschriftenmarkt vertritt. 2002 folgte die Gründung der AnzenbergerGallery, eine Galerie für zeitgenössische Fotografie, die in regelmäßigen Abständen nationalen sowie internationalen Fotografen eine Plattform bietet. Anzenberger ist außerdem Kuratorin internationaler Ausstellungen und Herausgeberin verschiedener Publikationen. Nachdem sie 2012 mit der Galerie in die Räume der ehemaligen Ankerbrotfabrik im 10. Wiener Gemeindebezirk zog, erweiterte sie die Galerie um einen Bookshop für Fotobücher sowie die AnzenbergerEdition, ein Verlag für Fotobücher. Zwischen 2014 und 2018 leitete sie die AnzenbergerMasterclass, in der angehende Fotografen über 10 Monate hinweg von professionellen Fotografen begleitet wurden. Sie lernten dabei Ideen und Langzeitprojekte zu entwickeln und als Buch oder Ausstellung zu produzieren. In den Jahren 2013 bis 2017 organisierte Regina Anzenberger zusammen mit OstLicht – Galerie für Fotografie das ViennaPhotoBookFestival, zu dem zahlreiche internationale Star-Fotografen, wie zum Beispiel William Klein, Martin Parr oder Josef Koudelka, eingeladen wurden. Seit 2016 widmet sie sich neben der Galerie, dem Bookshop und der Agentur vermehrt wieder ihrer eigenen künstlerischen Arbeit.

## Werk
Regina Maria Anzenberger begann bereits früh zu malen und zu zeichnen und fotografierte gelegentlich. Zunächst widmete sie sich hauptsächlich der Malerei und arbeitete dabei 12 Jahre lang mit Sand aus der australischen Wüste. Erst später widmete sie sich der Fotografie und begann unter anderem ihre Leidenschaft des Golfspielens fotografisch festzuhalten (Publikationen: All about Golf, My Golf Diary). Seit einigen Jahren fotografiert sie Lianenformationen zu verschiedenen Jahreszeiten mit ihrem iPhone. Diese Fotos werden von ihr mit verschiedenen Programmen bearbeitet, ausgedruckt und anschließend collagiert und übermalt oder mit Materialien aus der Natur ergänzt. Ihr Ziel ist es, die Grenzen zwischen Malerei und Fotografie zu verwischen. Einen Teil dieser Arbeiten hielt sie in ihrem 2015 erschienenen Buch „Roots & Bonds“ fest. Der Fotokritiker Gerry Badger wählte das Buch unter die besten Fotobücher 2015. Im Jahr 2016 folgten mit der Serie „Roots & Bonds“ zahlreiche internationale Ausstellungen.

## Ausstellungen (Auswahl)
- Philodendron, Burggarten Palmenhaus Wien, Österreich, 2006

### Roots & Bonds
- InBetween Gallery, Paris, Frankreich, Jänner – März 2016
- Galerie Johannes Faber, Wien, Österreich, April – Mai 2016
- Fotofestival Zingst, Deutschland, 28. Mai – 4. Juni 2016
- Begaria Photo Festival, Museum of Art and History Durango, Spanien, Oktober – November 2016
- Szutka Wyboru Gallery, Gdańsk, Polen, Dezember 2016
- AnzenbergerGallery, Wien, Österreich, Februar – April 2017
- Raum für Fotografie, Klagenfurt, Österreich, September – Oktober 2019

### Goosewalk
- AnzenbergerGallery, Wien, Österreich, Juni – August 2019

### Gstettn
- Fine Art Galerie, Traismauer bei Krems, Februar – März 2020
- AnzenbergerGallery, Wien, Österreich, Mai - August 2021

## Publikationen

### Herausgegeben
- 22 Photographers. Edition Stemmle, Kilchberg 1997, ISBN 3-908162-73-4.
- Austrian Documentary Photography, Photographers International, 1999.
- Ferdinand Schmutzer – A Photographic Discovery. Photographers International Taiwan 1999, 2004. ISBN 977-1-0199600-0-5
- East. Moser Verlag, München 2008, ISBN 978-3-9812344-0-4.
- West. Kehrer Verlag, Heidelberg 2009, ISBN 978-3-86828-067-8.
- Ferdinand Schmutzer. Das fotografische Werk 1894–1928 / Photographic Works 1894–1928. Moser Verlag, München 2008, ISBN 978-3-9812344-1-1 (deutsch, englisch).

### Eigene Publikationen
- Philodendron. Ausstellungskatalog, Wien 2006, ISBN 3-200-00709-5.
- Der Hund Shakeera. selbst-publiziert, 2010.
- All about Golf. AnzenbergerGallery, 2010.
- My Golf Diary. AnzenbergerGallery, 2011.
- Roots & Bonds. AnzenbergerEdition, 2015, ISBN 978-3-9503876-9-8.
- Goosewalk. AnzenbergerEdition, 2019
- Shifting Roots. AnzenbergerEdition, 2020
- Gstettn. AnzenbergerEdition, 2021, ISBN 978-3-9503876-8-1.

## Rezeption
- Gerry Badger, 1000 Words Magazine 3/2016[4]
- Rachel Moron, GUP Magazine[5]
- Andreas H. Bitesnich, Achtung Photography[6]
- Rita Newman, Morgen 6/16[7]
- PHOTONEWS 3/20 - Denis Brudna über das Buch GOOSEWALK[8]
- Der Standard ALBUM 18/19.4.2020 - Gregor Auenhammer über das Buch GOOSEWALK[9]
- PhotoBook Journal, USA, August 2020, about the book SHIFTING ROOTS[10]
- Der Standard ALBUM 23./24.2.2021 Gregor Auenhammer über die Bücher ROOTS & BONDS und SHIFTING ROOTS[11]
- PhotoBook Journal, USA, January 2021, about the book ROOTS & BONDS[12]